# M54
M54 (NGC 6715) е кълбовиден звезден куп, разположен по посока на съзвездието Стрелец. Открит е от Шарл Месие през 1778.
Купът се намира на около 90 000 св.г. от Слънцето, и не е част от нашата Галактика, а изглежда принадлежи на галактиката-джудже в Стрелец. Изглежда, М54 е първият извънгалактичен звезден куп, който е откриван. Общата светимост на звездите от купа е около 850 000 слънчеви светимости, а интегралната абсолютна звездна величина е -10.0.
М54 може лесно да бъде намерен на небето, понеже е близо до звездата ζ Стрелец, но звездите в него не могат да бъдат отделени и с голям любителски телескоп.